# 许君聪
许君聪（1984年3月5日—），中国演员，吉林省吉林市人，毕业于南京艺术学院。

## 生平
1984年3月5日，许君聪出生于吉林省吉林市。2004年，许君聪考入南京艺术学院，大学期间学习成绩优异，曾获得多个励志奖学金，并曾在省市级相关专业类比赛中获的近20个奖项。2008年，许君聪大学毕业。
2009年，许君聪出演话剧《我的老婆你别动》。2012年，参演电视剧《东北往事之黑道网云》。2016年，签约大碗娱乐。